# Rip This Joint
〈Rip This Joint〉는 믹 재거와 키스 리처즈가 작곡한 롤링 스톤스의 1972년 음반 《Exile on Main St.》에 수록된 두 번째 곡으로, 〈Rip This Joint〉는 로커빌리 느낌이 확연한 롤링 스톤스의 캐논에서 가장 빠른 곡 중 하나이다. 재거가 이 곡의 대사를 멋지게 전한 것은 한 외국인의 시각에서 미국 전역을 배경으로 한 장황한 이야기를 말해준다.